# Конютино (Кирилловский район)
Конютино — деревня в Кирилловском районе Вологодской области.
Входит в состав Николоторжского сельского поселения, с точки зрения административно-территориального деления — в Николо-Торжский сельсовет.
Расстояние по автодороге до районного центра Кириллова — 29 км, до центра муниципального образования Никольского Торжка — 4 км. Ближайшие населённые пункты — Алексеево, Дюнево, Кузнецово.
По переписи 2002 года население — 2 человека.